# Australian Darts Open
| Australian Darts Open | Australian Darts Open                     |
| --------------------- | ----------------------------------------- |
| Sportart              | Darts                                     |
| Organisator           | Darts Australia, WDF                      |
| Turnierart            | Ranglistenturnier                         |
| Austragungsort        | Moama Bowling Club, Moama                 |
| Austragungszeitraum   | August                                    |
| Rekordsieger          | Lisa Ashton (2 Siege)                     |
| amtierende Sieger     | Andy Baetens (Herren) Lisa Ashton (Damen) |
| Letzte Austragung     | Australian Darts Open 2023                |
| Nächste Austragung    | Australian Darts Open 2025                |

Die Australian Darts Open ist ein Ranglistenturnier im Dartsport, welches von Darts Australia, dem Australischen Dartverband in Kooperation mit der World Darts Federation (WDF) seit 2019 ausgetragen wird.
Seit 2022 hat das Turnier den Rang „Platin“ und gehört damit zu den wichtigsten Ranglistenturnieren der WDF.

## Geschichte
Die erste Austragung der Australian Darts Open wurde am Anfang 2019 von Darts Australia verkündet. Dabei ähnelt es dem Modus nach sehr dem im Vorjahr zum letzten Mal ausgetragenen Finder Darts Masters, war jedoch nicht für das Ranking der British Darts Organisation (BDO) oder WDF von Bedeutung.
Die zweite Austragung im Jahr 2020 musste aufgrund der COVID-19-Pandemie verschoben werden.
Am 14. April 2022 wurde seitens der WDF verkündet, dass die Australian Darts Open ab sofort Teil des offiziellen WDF-Kalenders werden sollen und außerdem mit dem höchsten Rang eines Turniers, „Platin“, versehen werden.
Im Jahr 2024 wird aufgrund des Fehlens von Sponsoren kein Turnier stattfinden.

## Format
Das Turnier ist in die zwei verschiedenen Klassen „Herren“ und „Damen“ unterteilt. Am Herrenwettbewerb nehmen 24, am Damenturnier 12 Personen teil. Diese werden zunächst in Dreiergruppen unterteilt, in denen alle Teilnehmer zunächst im Modus Jeder gegen Jeden gegeneinander antreten. Die Gruppensieger ziehen daraufhin in die K.-o.-Runde ein, in der ein Turniersieger ausgespielt wird.

## Qualifikation
Es gibt mehrere Wege, sich für das Turnier zu qualifizieren. Neben den aktuellen WDF-Weltmeistern und den beiden Vorjahresfinalisten qualifizieren sich bei den Herren die Gewinner verschiedener Qualifikationsturniere, welche in den einzelnen Bundesstaaten und den beiden Territorien Northern Territory und Australian Capital Territory ausgetragen werden.
Des Weiteren qualifizieren sich die Erstplatzierten der WDF World Rankings sowie die Top 2 der WDF Regional Tables Australien und Neuseeland.
Den Abschluss bilden die Qualifikationsturniere, welche direkt vor dem Turnier am Spielort durchgeführt werden. Hier werden weitere acht Herren- und vier Damenstartplätze ausgespielt.

## Preisgelder
Insgesamt werden bei den Australian Darts Open aktuell (Stand: 2023) 50.000AU$ Preisgeld ausgeschüttet. Es unterteilt sich dabei wie folgt:

### Herren
| Position              | Preisgeld  |
| --------------------- | ---------- |
| Gewinner              | 10.000 AU$ |
| Finalist              | 5.000 AU$  |
| Halbfinalisten        | 2.500 AU$  |
| Viertelfinalisten     | 1.250 AU$  |
| 2. Platz Gruppenphase | 750 AU$    |
| 3. Platz Gruppenphase | 500 AU$    |

### Damen
| Position              | Preisgeld |
| --------------------- | --------- |
| Gewinner              | 5.000 AU$ |
| Finalist              | 2.500 AU$ |
| Halbfinalisten        | 1.250 AU$ |
| 2. Platz Gruppenphase | 750 AU$   |
| 3. Platz Gruppenphase | 500 AU$   |

## Finalergebnisse

### Herren
| Jahr | Austragungsort            | Sieger                               | Ergebnis                             | Finalist                             | Preisgeld                            | Preisgeld                            |
| Jahr | Austragungsort            | Sieger                               | Ergebnis                             | Finalist                             | Gesamt                               | Sieger                               |
| ---- | ------------------------- | ------------------------------------ | ------------------------------------ | ------------------------------------ | ------------------------------------ | ------------------------------------ |
| 2019 | Moama Bowling Club, Moama | Damon Heta                           | 10 : 9                               | Scott Mitchell                       | 50.000 AU$                           | 15.000 AU$                           |
| 2020 | Moama Bowling Club, Moama | Abgesagt wegen der COVID-19-Pandemie | Abgesagt wegen der COVID-19-Pandemie | Abgesagt wegen der COVID-19-Pandemie | Abgesagt wegen der COVID-19-Pandemie | Abgesagt wegen der COVID-19-Pandemie |
| 2021 | nicht ausgetragen         | nicht ausgetragen                    | nicht ausgetragen                    | nicht ausgetragen                    | nicht ausgetragen                    | nicht ausgetragen                    |
| 2022 | Moama Bowling Club, Moama | Raymond Smith                        | 10 : 9                               | Haupai Puha                          | 56.000 AU$                           | 16.000 AU$                           |
| 2023 | Moama Bowling Club, Moama | Andy Baetens                         | 10 : 2                               | Neil Duff                            | 35.000 AU$                           | 10.000 AU$                           |
| 2024 | abgesagt                  | abgesagt                             | abgesagt                             | abgesagt                             | abgesagt                             | abgesagt                             |

### Damen
| Jahr | Austragungsort            | Sieger                               | Ergebnis                             | Finalist                             | Preisgeld                            | Preisgeld                            |
| Jahr | Austragungsort            | Sieger                               | Ergebnis                             | Finalist                             | Gesamt                               | Sieger                               |
| ---- | ------------------------- | ------------------------------------ | ------------------------------------ | ------------------------------------ | ------------------------------------ | ------------------------------------ |
| 2019 | Moama Bowling Club, Moama | Lisa Ashton                          | 8 : 6                                | Mikuru Suzuki                        | 21.000 AU$                           | 10.000 AU$                           |
| 2020 | Moama Bowling Club, Moama | Abgesagt wegen der COVID-19-Pandemie | Abgesagt wegen der COVID-19-Pandemie | Abgesagt wegen der COVID-19-Pandemie | Abgesagt wegen der COVID-19-Pandemie | Abgesagt wegen der COVID-19-Pandemie |
| 2021 | nicht ausgetragen         | nicht ausgetragen                    | nicht ausgetragen                    | nicht ausgetragen                    | nicht ausgetragen                    | nicht ausgetragen                    |
| 2022 | Moama Bowling Club, Moama | Beau Greaves                         | 8 : 5                                | Mikuru Suzuki                        | 24.000 AU$                           | 8.000 AU$                            |
| 2023 | Moama Bowling Club, Moama | Lisa Ashton                          | 8 : 4                                | Aileen de Graaf                      | 15.000 AU$                           | 5.000 AU$                            |
| 2024 | abgesagt                  | abgesagt                             | abgesagt                             | abgesagt                             | abgesagt                             | abgesagt                             |